# Saint-Roch-Ouest
Saint-Roch-Ouest (AFI: /sɛ̃ᴚɔkwɛst/) es un municipio perteneciente a la provincia de Quebec en Canadá. Es ubicado en el municipio regional de condado (MRC) de Montcalm en la región administrativa de Lanaudière.

## Geografía
Saint-Calixte se encuentra 30 kilómetros al norte de Montreal. Limita al norte con Saint-Esprit, al este y al sur con Saint-Roch-de-l'Achigan y al oeste con Saint-Lin-Laurentides. Su superficie total es de 20,09 km², de los cuales 19,90 km² son tierra firme. El río L’Achigan atraviesa el territorio del oeste al este.

## Urbanismo
La autopista  A 25  une Saint-Roch-Ouest a Saint-Esprit al norte y Laval al sur. La route Saint-Philippe ( QC 125 ), es la antigua ruta ahora doblada por la autopista y que es clasada carretera local. El rang de la Rivière Nord es una carretera colectora ( QC 339 ) que va a Saint-Roch-de-l’Achigan al este y a Saint-Lin-Laurentides al oeste.

## Historia
La parroquia católica de Saint-Roch-de-l’Achigan fue creado en 1787. El municipio de municipio de mismo nombre fue instituido en 1855. El municipio de Saint-Roch-Ouest fue creado por separación de Saint-Roch-de-l’Achigan en 1921.

## Política
Saint-Roch-Ouest está incluso en el MRC de Montcalm. El consejo municipal se compone del alcalde y de seis consejeros sin división territorial. El alcalde actual (2016) es Mario Racette, que sucedió a Claude Mercier.
|            | 2005-2009                                                                            | 2009-2013                                                                            | 2013-2017                                                                                             |
| Alcalde    | Claude Mercier                                                                       | Claude Mercier                                                                       | Claude Mercier* Mario Racette**                                                                       |
| Consejeros | Jean Bélanger Lucien Chayer Luc Duval Sylvain Lafortune Pierre Mercier Mario Racette | Jean Bélanger Lucien Chayer Luc Duval Sylvain Lafortune Pierre Mercier Mario Racette | Jean Bélanger Lucien Chayer Luc Duval Sylvain Lafortune Pierre Mercier Mario Racette* Charles Smith** |

* Consejero al inicio del termo pero no al fin.  ** Consejero al fin del termo pero no al inicio.
El territorio de Saint-Roch-Ouest está ubicado en la circunscripción electoral de Rousseau a nivel provincial y de Montcalm  a nivel federal.

## Demografía
Según el censo de Canadá de 2011, Saint-Roch-Ouest contaba con 267 habitantes. La densidad de población estaba de 12,9 hab./km². Entre 2006 y 2011 hubo una disminución de 18 habitantes (6,3 %). En 2011, el número total de inmuebles particulares era de 102, de los cuales 97 estaban ocupados por residentes habituales, otros siendo desocupados o residencias secundarias.
Evolución de la población total, 1991-2015

## Economía
La agricultura, especialmente la fabricación de queso, es una importante actividad económica local.